# Erämaan viimeinen
"Erämaan Viimeinen" (engelsk: The Last of the Wilds) er en single af det symnfoniske metalband Nightwish fra Finland. Den blev udgivet den 5. december 2005.
Det er den samme sang som instrumentalnummeret "Last of the Wilds" fra bandets album Dark Passion Play, med med en tekst på finsk og vokal af Jonsu fra Indica, og det blev den tredje single fra albummet efter "Amaranth".
Singlen blev til forskel fra "Kuolema Tekee Taiteilijan" ikke udgivet uden for Finland. I hjemalndet toppede den som nummer 1. Den 20. januar 2010 udgav det tyske musikmagasin Metal Hammer CD'en i tysktalende lande, som indeholdt to version af "Escapist". Sangen blev også udgivet på Platinum Edition af Dark Passion Play.
"Erämaan viimeinen" er ikke en eksakt kopi af "Last of the Wilds". Der er vokal og tekst, men ingen hav-lyde i bgeyndelsen, og der yderligere et keyboard-spor i C-stykke. desuden er kantele-outroen blevet fjernet.

## Spor
| 1. | "Erämaan Viimeinen" (feat. Jonsu)                         | 5:11 |
| 2. | "Erämaan Viimeinen" (Instrumental)                        | 5:40 |
| 3. | "Escapist" (Metal Hammer Promo Single only)               | 4:59 |
| 4. | "Escapist" (Instrumental, Metal Hammer Promo Single only) | 4:57 |

## Personnel
- Tuomas Holopainen - keyboards
- Erno Vuorinen - lead guitar
- Jukka Nevalainen - trommer
- Marco Hietala - bas

### Gæsteoptrædener
- Jonsu - Vokal
- Troy Donockley - Uilleann pipes